# Алексија
Алексија (мађ. Alexia), је женско име које се користи у мађарском језику, самостална скраћеница је од женског имена Александра. Такође је и мађарско мушко име Елек сродно.
Мушки облик је Алексије, које је настало од латинског имена Алексијус, а сродна имена су Сандра, Алекса.

## Имендани
- 9. јануар.
- 10. мај.
- 17. јул.

## Варијације имена
-, имендан: 9. јануар.
-, имендан: 17. фебруар.

## Познате личности
- Алекса Ердег (мађ. Eördögh Alexa), поп певач,